# Bielsko-Biała
Bielsko-Biała (németül Bielitz-Biala, csehül Bílsko-Bělá) - város Dél-Lengyelországban, a Grodzki járásban, a Sziléziai vajdaságban, a Sziléziai és a Kis-Beszkidek lábánál, a Biała folyó mellett. A város korábban két város, Bielsko és Biała fúziójával jött létre 1951-ben. A város fele Sziléziához (Bielsko), fele pedig Kis-Lengyelországhoz (Biała) tartozik.[forrás?]

## Tudnivalók
Jelenleg 176 453 lakosa van. Lengyelország gazdaságilag egyik legfejlettebb városa (egyebek mellett 5%-os munkanélküliségével), Katowicétól 60 km-re, Krakkótól 90 km-re fekszik, és az ugyanilyen nevű járás fővárosa is. A város fölé emelkedik a Klimczok hegy (1117 m), melynek egyik nyúlványa a Szyndzielnia (1028 m), ez szinte az elővárosig benyúlik, és nagy népszerűségnek örvend a síelők körében.
A város zsinagógája 1879-1881 között épült Ludwig Schöne építész tervei szerint, és a Szombathelyi zsinagóga másolata volt. 1939. szeptember 13-án a nácik lerombolták.

## Híres Bielsko-Białaiak
- A város szülötte Schickedanz Albert, német származású magyar építész.
- Itt született Geyer (Gusztáv) Gyula tanár, természetkutató.
- Itt született 1821-ben Beyer Henrik gimnáziumi tanár.

## Testvérvárosok
- Akkó
- Nagybánya
- Besançon
- Bergyanszk
- Frýdek-Místek
- Grand Rapids
- Kirklees
- Kragujevac
- Lilienthal
- Monreale
- New York
- Olsztyn
- Rancagua
- Sicsiacsuang
- Stadskanaal
- Szolnok
- Tienen
- Třinec
- Ustka
- Wolfsburg
- Zsolna